# Contea di Torrance
La contea di Torrance, in inglese Torrance County, è una contea dello Stato del Nuovo Messico, negli Stati Uniti. La popolazione al censimento del 2000 era di 16 911 abitanti. Il capoluogo di contea è Estancia.

## Geografia
La contea si trova al centro dello Stato. Si trova nella provincia di Basin and Range. La maggior parte del territorio è pianeggiante con qualche collina e qualche mesa. Nella contea si trova il Salinas Pueblo Missions National Monument. La città più grande è Moriarty.

### Contee confinanti
- Contea di Santa Fe - nord
- Contea di San Miguel - nord-est
- Contea di Guadalupe - est
- Contea di Lincoln - sud-est
- Contea di Socorro - sud-ovest
- Contea di Valencia - ovest
- Contea di Bernalillo - nord-ovest

## Storia
All'arrivo degli spagnoli l'area era abitata dai nativi Pueblo. La contea fu istituita da parti della contea di Valencia nel 1903. Fu chiamata così in onore di Francis J. Torrance.

## Comuni

### City
- Moriarty

### Towns
- Estancia (capoluogo)
- Mountainair

### Villages
- Encino
- Willard

### Census-designated places
- Deer Canyon
- Duran
- Indian Hills
- Manzano
- Manzano Springs
- McIntosh
- Punta de Agua
- Tajique
- Torreon